# Proagapete auricoma
Proagapete auricoma là một loài bọ cánh cứng trong họ Cerambycidae.